# 雷克沙

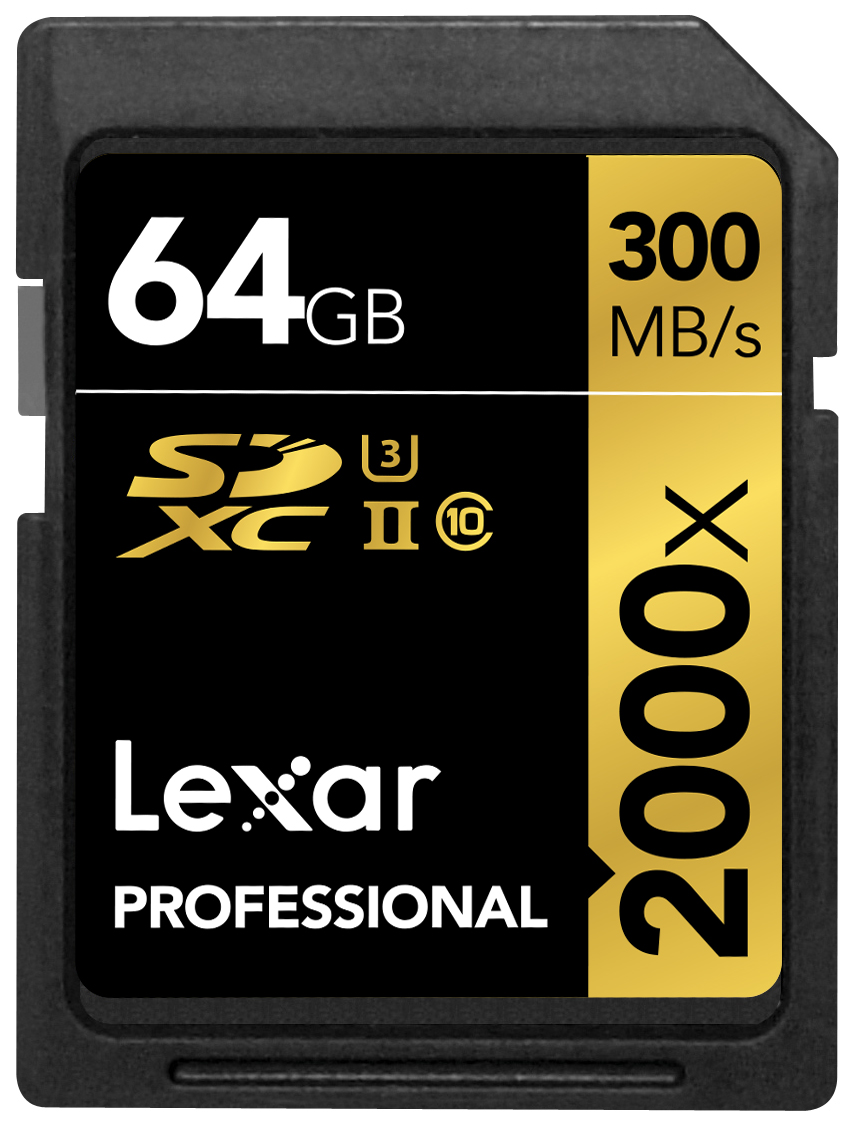
Lexar Professional 2000x 64GB SDXC UHS-II card

雷克沙（Lexar）是美國一家生产多种数位媒体与软件的美国制造商，总部位于加州费利蒙，母公司為深圳市江波龙电子有限公司。生产的媒体包括SD卡、Memory Stick、隨身碟与CompactFlash卡，另有生产读卡机与MP3播放器。他们亦有生产适用于PSP版本的Memory Stick Duo，当中包含了其中一版的Xploder。他们某些记忆卡被认为是市面上最快的产品。

## 历史

### 早期
雷克沙曾是思睿逻辑的一个部门，充分利用了其母公司在建设ATA控制器上的经验来开发其自家的快闪存储器控制器。雷克沙于1996年自思睿逻辑分拆。
2005年，东芝在一场针对抄袭雷克沙闪存技术的诉讼中被判赔偿雷克沙3.8亿美元。

### 美光旗下
2006年，雷克沙被美光科技收购，随后雷克沙以美光子公司雷克沙媒体（Lexar Media, Inc.）的名义与关键科技合并。2007年9月，雷克沙延长了与伊士曼柯达公司的协议，在全球范围内开发和销售柯达品牌的闪存产品。
Lexar JumpDrive商标在首次采用USB闪存驱动器时经常与术语同义使用。
2017年6月26日，美光科技宣布停止雷克沙零售可移动媒体存储业务，并将部分或全部业务出售。

### 江波龙旗下
2017年8月31日，雷克沙被中国深圳闪存公司深圳市江波龙电子有限公司收购。
2018年，雷克沙重新进入闪存市场。
2019年1月，该公司推出了第一张存储容量为1TB（TB）的SD卡。
2019年12月，雷克沙展示了7.5GB/s PCIe 4.0 SSD原型，该原型将成为世界上最快的消费SSD。
2020年4月，雷克沙发布了其世界上最小的存储卡（nCARD），该存储卡采用长江存储技术（YMTC）的Xtacking技术。
2020年6月，雷克沙宣布进入DRAM市场，为主流笔记本电脑和台式机推出了七款不同的DDR4-2666内存套件。雷克沙还计划在未来发布更快的3000MHz和3200MHz内存套件，以及“带散热片和RGB照明”的套件，针对玩家和爱好者。